# 犬の日

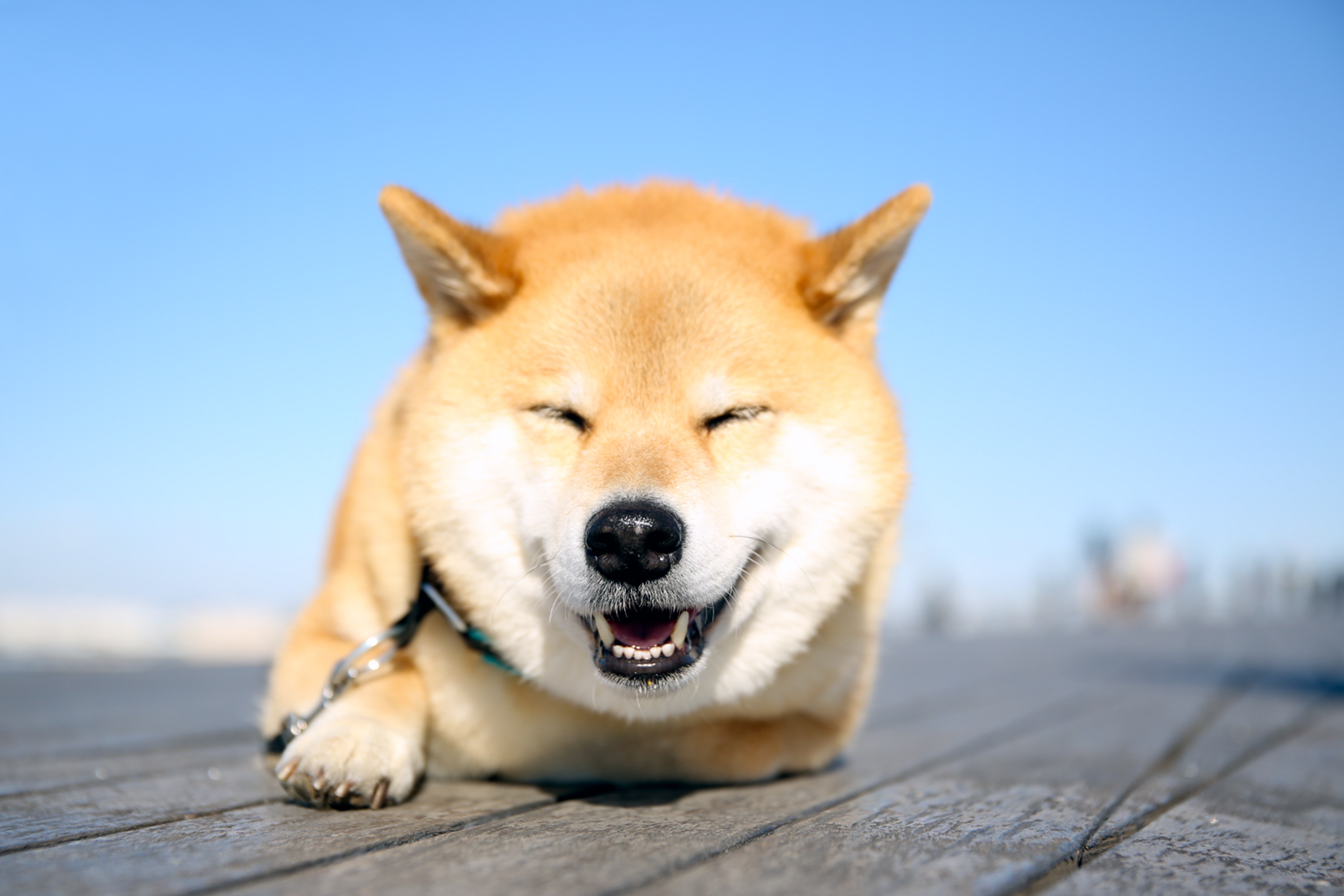
11月1日は日本の犬の日

犬の日（いぬのひ）は、いくつかあるが、日本の社団法人ペットフード協会により1987年に制定された犬の記念日は、犬の鳴き声である「ワン（1） ワン（1） ワン（1）」にちなみ11月1日と決められた。
犬についての知識を身につけ、犬をかわいがる日とされている。
なお、アメリカ合衆国の犬の日「National Dog Day」は8月26日である。